# Sadewa
Sadewa – gaun wikas samiti we wschodniej części Nepalu w strefie Meći w dystrykcie Taplejung. Według nepalskiego spisu powszechnego z 2001 roku liczył on 207 gospodarstw domowych i 1147 mieszkańców (552 kobiet i 595 mężczyzn).